# 나카노시마촌 (와카야마현)
나카노시마촌(中ノ島村)은 와카야마현 가이소군에 설치되었던 촌이다. 현재의 와카야마시에 해당한다.